# Chris Squire

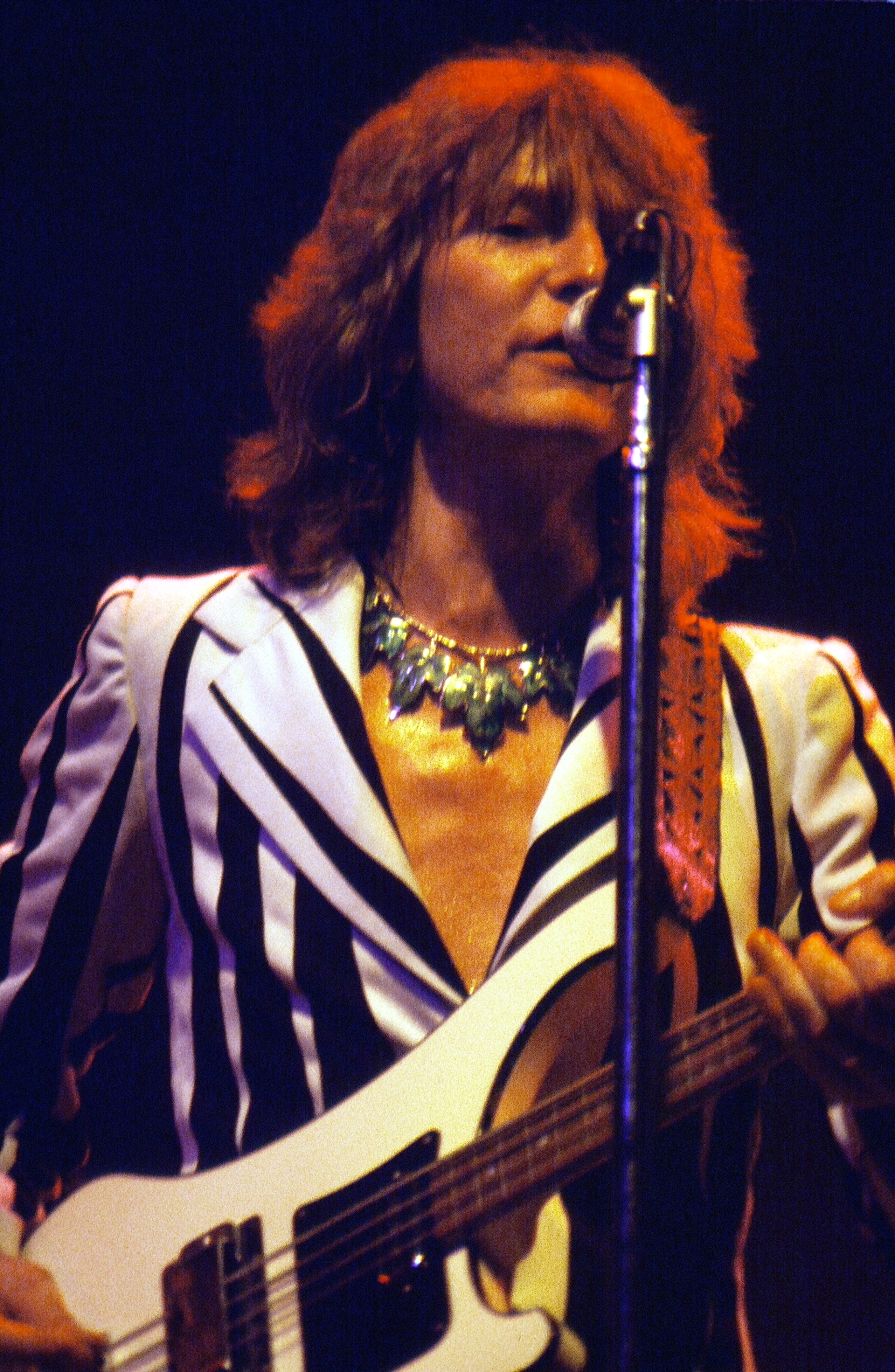
Chris Squire tijdens een optreden van Yes in 1977

Christopher Russell Edward (Chris) Squire (Kingsbury, 4 maart 1948 – Phoenix (Arizona), 27 juni 2015) was een Brits basgitarist en zanger. Hij is bekend geworden als lid van de progressieve rockgroep Yes en is het enige groepslid dat op alle albums van de groep is te horen. Zijn bijnaam is Fish.
Squire werd geboren te Kingsbury, een voorstad ten noordwesten van Londen. Als jongen was hij lid van een kerkkoor. Hij werd in 1964 wegens het dragen van lang haar van school gestuurd, en keerde niet meer terug. Via zijn eerste bandjes Syn en Mabel Greer's Toyshop kwam hij in contact met de Yes-leden Peter Banks en Jon Anderson. In 1969 kwam het eerste Yes-album uit, en hoewel de band sindsdien talloze bezettingswisselingen heeft gekend, is hij met Yes blijven opnemen en toeren. Squire is het enige bandlid dat al die tijd deel heeft uitgemaakt van Yes. Hij was mede-eigenaar van de naam, samen met Alan White en Steve Howe, zodat een bezetting met Jon Anderson, Bill Bruford, Rick Wakeman en Steve Howe geen album kon uitbrengen onder de naam Yes. (Zij kozen toen voor de groepsnaam Anderson Bruford Wakeman Howe.)
Squire was autodidact. Hij werd beïnvloed door kerkmuziek en koormuziek, maar ook door de Merseybeat van begin jaren zestig. Zijn basspel staat bekend als agressief, dynamisch en melodisch. Squires hoofdinstrument was een Rickenbacker 4001S, die hij vanaf 1965 bezat. Zijn unieke basgeluid bereikte hij door het toepassen van bi-amping en het gebruik van effectapparatuur als tremolo, phaser en wah-wahpedaal. Zijn achtergrondzang was een belangrijk bestanddeel van het Yes-geluid.
Squire heeft zich voornamelijk met Yes beziggehouden en heeft twee soloalbums gemaakt: Fish Out of Water (1975) en het kerstalbum Swiss Choir (2007). Naast Yes was hij betrokken bij de band XYZ die in 1981 korte tijd bestond, en bij een project met Billy Sherwood onder de naam Conspiracy.
Zijn bijnaam Fish verwijst zowel naar zijn sterrenbeeld Vissen, als naar een ongelukje uit de begintijd van Yes. Terwijl Squire een douche nam in een hotel in Noorwegen liep zijn kamer onder water. Yes-drummer Bill Bruford gaf hem daarop zijn bijnaam.
Squire overleed op 27 juni 2015 aan de gevolgen van acute myeloïde leukemie.
In 2018 verscheen een tribute-album voor Squire onder de titel "A Life in Yes", waaraan door een groot aantal muzikanten werd meegewerkt, waaronder Jon Davison (Yes), Patrick Moraz (ex-Yes), Tony Kaye (ex-Yes), Steve Hackett (Genesis), Todd Rundgren, Brian Auger, Alan Parsons en zijn vroegere echtgenote Nikki Squire.

## Discografie

### Solo
- Fish out of water (1975)
- Chris Squire & Alan White - Run With the Fox (1981)
- Chris Squire's Swiss Choir (2007)

### Gastoptredens
- Eddie Harris - E.H. In the U.K. (1974)
- Esquire - Esquire (1987) (achtergrondzang)
- Rock Aid Armenia - The Earthquake Album (1990)
- Rick Wakeman - The Six Wives of Henry VIII (1973)
- Rick Wakeman - Criminal Record (1977)
- Rick Wakeman - The Classical Connection II (1992, opname in 1971)
- World Trade (band) - Euphoria (1995 - co-auteur van de derde en negende song The Evolution Song & Say Goodbye, met Billy Sherwood)
- various artists - Pigs & Pyramids—An All Star Lineup Performing the Songs of Pink Floyd (2002)
  - material re-used on Billy Sherwood's Back Against the Wall (2005)
- Gov't Mule - The Deep End, Volume 2 (2002)
- Steve Hackett - Out of the Tunnel's Mouth (2009)

### Met Yes
zie Yes

### Met Conspiracy
- Conspiracy - 2000 (+ DVD)
- The Unknown - 2003

### Met Steve Hackett
- Squackett - A life within a day - 2012

### Instructie
Star Licks Productions, Chris Squire Instructional Bass Video